# Werner Eichhorn
Werner Eichhorn (Forsthaus, 1889. július 1. – Mössingen, 1990. január 30.; kínai neve pinjin hangsúlyjelekkel: Ài Shìhóng; magyar népszerű: Aj Si-hung; kínaiul: 艾士宏) német sinológus.

## Élete és munkássága
Werner Eichhorn 1937-ben habilitált Bonnban, majd docensként tevékenykedett Göttingenben, Frankfurtban, Oxfordban, Londonban és Bécsben. A második világháború idején a Londoni Egyetem oktatója volt. 1960-ban professzornak nevezték ki a Tübingeni Egyetemen.

## Főbb művei
- Ein Beitrag zur Kenntnis der chinesischen Philosophie 通書 T'ûng-šû des Ceu-tsï mit Cû-hî's Kommentar. Nach dem Síng-lì tsīng-í. Chinesisch mit mandschuischer und deutscher Übersetzung und Anmerkungen. Herausgegeben von Wilhelm Grube (Kap. 1-20). Fortgeführt und beendet von Werner Eichhorn (Kap. 21-40). Asia Major, Band 8, 1932, S. 23-104.
- Chou Tun-I: ein chinesisches Gelehrtenleben aus dem 11. Jahrhundert. Brockhaus [in Komm.], Leipzig, 1936
- Die Westinschrift des Chang Tsai: ein Beitrag zur Geistesgeschichte der nördlichen Sung. Brockhaus, Leipzig, 1937
- Chinesisches Bauernleben : drei Stücke aus dem chinesischen Landleben / Hsiung Fu-hsi. Harrassowitz, Tokyo, 1938
- Chinesische Liebesnovellen. Eriksen, Bonn, 1948
- Unter Blüten eine Weile. Sieben Geschichten von Liebe. Erich Röth-Verlag, Kassel, 1958
- Index Sinicus: a catalogue of articles relating to China in periodicals and other collective publications ; 1920–1955 / John Lust. Heffer, Cambridge, 1964
- Kulturgeschichte Chinas. Stuttgart, W. Kohlhammer Verlag, 1964
- Beitrag zur rechtlichen Stellung des Buddhismus und Taoismus im Sung-Staat: Übersetzung der Sektion "Taoismus und Buddhismus" aus dem Ch'ing-Yüan T'iao-fa Shih-lei; (Ch. 50 u. 51) / Brill, Leiden, 1968
- Heldensagen aus dem unteren Yangtse-Tal. Steiner [in Komm.], Wiesbaden, 1969
- Die Religionen Chinas, 1973
- Die alte chinesische Religion und das Staatskultwesen. 1976 (Handbuch der Orientalistik, Abt. 4, Bd. 4, Abschn. 1.)